# 凱伊·特朗普
凱伊·特朗普（Kai Madison Trump，2007年5月12日—），小唐纳德·特朗普和凡妮莎·特朗普的長女，美國第45及47任總統唐纳德·特朗普的嫡長孫女，2歲已經開始打高爾夫球，現於YouTube上經營一個高爾夫球頻道。她只比自己的叔叔巴倫·特朗普年輕一歲。